# Hastula acumen
Hastula acumen é uma espécie de gastrópode do gênero Hastula, pertencente a família Terebridae.